# Баку Абис
Баку Абис је насеље у Италији у округу Карбонија-Иглезијас, региону Сардинија.
Према процени из 2011. у насељу је живело 1673 становника. Насеље се налази на надморској висини од 88 м.